# Data Management Platform
Eine Data Management Platform (DMP) ist eine Technologieplattform, die zum Sammeln und Verwalten von Daten verwendet wird, hauptsächlich für digitale Marketingzwecke. Sie ermöglicht die Generierung von Zielgruppensegmenten, die zur gezielten Ausrichtung auf bestimmte Nutzer in Online-Werbekampagnen verwendet werden. Sie kann die Algorithmen Big Data und Künstliche Intelligenz verwenden, um große Datenmengen über Benutzer aus verschiedenen Quellen zu verarbeiten. Eine DMP wird zur Organisation und Monetarisierung von Daten im Real-Time-Bidding-System verwendet, indem es an globale Verkaufsplattformen lizenziert wird (DSPs).

## Verarbeitung von Daten auf einer DMP
DMPs werden in den folgenden Bereichen verwendet:
1. Sammeln von Daten – die Plattformen werden zum Sammeln von Daten aus vielen verschiedenen Quellen verwendet. Die Daten über Benutzer und ihre Aktivitäten stammen aus:
- Offline-Quellen (z. B. CRM-Systeme, Umfragen)
- Online-Quellen – Mobilgeräte und Desktop-Geräte (z. B. mobile Apps, Online-Kampagnen, Zielseiten, Websites)

2. Integration – DMPs integrieren Daten aus verschiedenen Quellen und erstellen 360-Grad-Kundensicht. Mithilfe von Machine-Learning-Algorithmen sammelt die DMP Daten über Benutzer und integriert alle Datentypen: 1., 2. und 3. Daten.
3. Daten verwalten – auf DMPs organisieren Unternehmen Daten, die sie besitzen oder aus bestimmten Quellen sammeln. Die Plattformen ermöglichen es, benutzerdefinierte Kundensegmente und Segmentkunden zu erstellen, z. B. nach Märkten, Online-Aktivitäten, Lieblingsmarken oder gekauften Produkten.
4. Aktivierung – durch DMP erhobene Daten werden auf dem Marktplatz aktiviert, einschließlich Adserver oder DSPs. Die auf DMPs gespeicherten und organisierten Daten werden für das Targeting ausgewählter Zielgruppen in Online-Kampagnen verwendet, und zwar über Kanäle wie:
- digitaler Bildschirm
- Video
- soziale Medien
- Suchmaschinen

## Funktionalitäten von DMPs
DMPs werden für die Profilierung, Analyse und Ausrichtung von Online-Kunden im digitalen Marketing eingesetzt. Die Plattformen werden in folgenden Bereichen eingesetzt:
Ad Targeting
Erstellen von Zielgruppensegmenten und Targeting bestimmter Nutzer mit personalisierten Anzeigenkampagnen. Beispielsweise kann ein Automobilunternehmen, das eine DMP verwendet, ein benutzerdefiniertes Segment von Kunden erstellen, die an einem Kauf eines neuen SUV interessiert sind. Dann kann das Unternehmen ein eigenes Segment für die DSP lizenzieren und eine Kampagne mit einem neuen SUV durchführen, die sich an Nutzer richtet, die am Kauf des neuen Automodells interessiert sind.
User profiling
die DMP-Plattform wird für das Profiling von Kunden verwendet. Ein Benutzerprofil ist eine Gruppe von Daten, die eine reale Person über benutzerbezogene Informationen darstellen, z. B. Bedürfnisse, Interessen oder Verhaltensweisen. Profile werden manuell oder mithilfe von Machine-Learning-Algorithmen erstellt, die selbst Milliarden von Internetnutzern automatisch analysieren und profilieren. Um ein Benutzerprofil zu erstellen, verwendet die Maschine z. B. inhaltsbasierte Techniken, um zu analysieren, welche Art von Websites Benutzer besuchen und auf dieser Grundlage relevante Interessen der Nutzer, wie Technologie, Nachrichten, Sport, Kunst & Unterhaltung, setzen.
„Look-alike modeling“ ist eine Methode, um neue Kunden zu finden, die sich den aktuellen Kunden sehr ähnlich sind. DMP-Profilbenutzer, die ein bestimmtes Produkt gekauft haben und es ihnen ermöglichen, eine neue Gruppe von Kunden mit ähnlichen Profilen (Look-Alike) in externen Datenbanken zu finden, um zielgerichtete Anzeigen anzuzeigen.
Business Insights
DMPs liefern Erkenntnisse über Kunden oder Services. Die Plattformen dienen auch zur Anreicherung interner CRM-Systeme mit externen Daten. Der CRM-Anreicherungsprozess integriert Benutzerdaten, um eine 360-Grad-Kundensicht zu erstellen. Neue Nutzerdaten enthalten Attribute, wie Interessen, Kaufabsichten, besuchte Websites oder Online-Verhalten.
Die DMPs liefern weitere Dienste, wie Google Analytics, um den Kaufvorgang anzuzeigen, d. h. wie oft die Anzeige angeklickt wurde, bevor der Kunde das Produkt gekauft hat.
Audience Analytics
DMPs werden für die Analyse von Verhalten und Profilen von Online-Kunden (d. h. allgemeine Interessen, Kaufabsichten, Verhalten) verwendet, um die beste konvertierende Zielgruppengruppe zu finden und in Online-Kampagnen anzusprechen.

## Besitz von Daten, die über DMPs gesammelt wurden
Die häufigsten Arten von Daten sind:
- 1st party data – vom Unternehmen selbst erhobene Daten, Daten im Besitz, d. h. Website-Daten, mobile Anwendungsdaten und CRM-Daten.
- 2nd party data – Daten, die im Ergebnis der Zusammenarbeit gesammelt wurden. Es beinhaltet Online-Kampagnen-Daten und Customer-Journey-Daten.
- 3rd party data – Daten, die von Datenanbietern geliefert werden und die zu einem bestimmten Preis auf dem Markt verfügbar sind.

Die über eine DMP gesammelten Daten sind nach Typen unterteilt:
- Beobachtete Daten – ein digitaler Fußabdruck von Internetnutzern, d. h. besuchten Websites oder Art des verwendeten Webbrowsers.
- Abgeleitete (vorhergesagte) Daten – Schlussfolgerungen, basierend auf dem Verhalten der Internetnutzer. Durch die Analyse von Statistiken der Werbekampagne finden Computer beispielsweise Nutzer, die am häufigsten kaufen, und Anzeigen auf sie ausrichten.
- Deklarierte Daten – die Daten, die Internetnutzer selbst deklariert haben, d. h. in Onlineformularen oder Apps (angegebenes Alter oder Geschlecht).

## Schlüsseltechnologien für DMP
DMPs verwenden maschinelle Lernalgorithmen und Big-Data-Analysen, um Kunden zu profilieren und Daten aus verschiedenen Quellen zu integrieren.
- Big Data Analytics – die Big-Data-Technologie wird für fortgeschrittene Analysen von Online-Verkehr und Benutzerverhalten verwendet. Es ermöglicht, die wachsenden Trends zu finden, Look-Alike-Modelle zu erstellen oder Profile bestimmter Zielgruppen zu analysieren.
- Künstliche Intelligenz und maschinelle Lernalgorithmen – zur Integration von Daten aus vielen Datensätzen und zur Segmentierung von Online-Kunden. Die maschinellen Lernalgorithmen definieren z. B. die Interessen und Kaufabsichten von Internetnutzern, basierend auf besuchten Websites und Online-Verhalten.

## Globaler Daten- und Programmmarkt
Daten über Online-Kunden werden in der programmatischen Werbung verwendet. Nach Angaben von OnAudience.com wächst der Markt für Marktdaten für globales Datenmaterial auf den Märkten der USA und der EU schnell. US-Vermarkter im Jahr 2018 werden mehr als 39 Milliarden US-Dollar für programmatische Werbung ausgeben.[veraltet] In Europa investierten Marketer für programmatische Anzeigen 8,1 Milliarden Euro im Jahr 2016.
Der globale Datenmarkt wächst zweistellig. Sein Wert wird im Jahr 2018 18,2 Milliarden Dollar erreichen, was fast einem Wachstum von 35 % entspricht.[veraltet]

## Datenschutzprobleme – DMP und DSGVO
DMPs unterstützen Unternehmen bei der Einhaltung der europäischen Datenschutzbestimmungen – DSGVO. Nach den neuen Regeln müssen den Verbrauchern Einsicht und Kontrolle über die Speicherung und Nutzung ihrer Daten gewährt werden.
DMPs geben Unternehmen die Kontrolle über alle gesammelten Daten, die leicht verfolgt, geändert oder gelöscht werden können.
Zur Einhaltung der DSGVO – Vorschriften, die unter anderem den Katalog von Informationen erweitern, die zur Identifizierung einer Person verwendet werden könnten – implementieren Unternehmen bei DMPs einen automatischen Anonymisierungsprozess aller verarbeiteten Daten. Es macht alle gesammelten und gespeicherten Daten auf dem DMP anonym, so dass keine persönlichen Daten verarbeitet werden.